# Perika Gjezi
Perika Gjezi też jako: Perikē Gjezi (ur. 8 stycznia 1949 w Korczy, zm. 27 czerwca 2010 w Korczy), albański aktor i reżyser.

## Życiorys
Przygodę z teatrem rozpoczął w czasach gimnazjalnych, występując w szkolnym zespole działającym przy gimnazjum Fuat Babani, z którym współpracował znany reżyser Piro Mani. W czasie nauki w gimnazjum wystąpił po raz pierwszy na scenie profesjonalnej, na deskach teatru Andona Z. Çajupiego w Korczy. W 1967 został skierowany do pracy w kombinacie cukrowniczym w Maliqu, gdzie związał się z amatorskim zespołem teatralnym. 
W 1974 ukończył studia na wydziale aktorskim Instytutu Sztuk w Tiranie. Od 1969 za namową reżysera Mihallaqa Luarasiego rozpoczął występy na scenie teatru Andona Z. Çajupiego. Miał na swoim koncie także piętnaście ról w filmach fabularnych. Zadebiutował rolą komisarza w filmie Shtigje lufte w 1974 r. W jednym filmie zagrał rolę główną, w pozostałych były to role drugoplanowe. Zginął śmiercią tragiczną, w wypadku samochodowym we wsi Gjonomadh, przy drodze z Korczy do Voskopojë. Aktor prowadził samochód Volkswagen, który zderzył się czołowo z Land Roverem. W 1985 został uhonorowany Orderem Naima Frasheriego.
Był żonaty (żona Yllka). Miał 173 cm wzrostu.

## Role filmowe
- 1974: Shtigje lufte jako komisarz
- 1976: Përballimi jako Agron Shullaku
- 1976: Tokë e përgjakur jako Gjergji
- 1977: Flamur në dallgë jako główny mechanik Astrit
- 1977: Streha e re jako ochotnik
- 1978: Nga mezi i errësirës jako Gjergji
- 1978: Pranverë në Gjirokastër
- 1979: Balonat jako nauczyciel Naim
- 1985: Asgjë nuk harrohet jako Elmaz
- 1986: Bardhësi jako pierwszy pilot
- 1988: Rikonstruksioni
- 1988: Tre vetë kapërcejnë malin jako Jani Kripa